# 国際連合安全保障理事会決議342
国際連合安全保障理事会決議342（こくさいれんごうあんぜんほしょうりじかいけつぎ342 英: United Nations Security Council Resolution 342）は、1973年12月11日に国際連合安全保障理事会において全会一致で採択された決議。国際連合安全保障理事会は国際連合のクルト・ヴァルトハイム事務総長からの報告を評価することはせず、決議309（1972年2月4日に賛成票多数により採択：ナミビア情勢の報告を受けるために事務総長を招請）に基づき、今後の取り組みの停止を決定し、クルト・ヴァルトハイム事務総長に対してナミビア情勢に新たな進展が発生し次第、国際連合安全保障理事会に報告するように求めた。